# 河上亮一
河上 亮一（かわかみ りょういち、1943年 - ）は、元埼玉県公立中学校教諭。埼玉教育塾・通称プロ教師の会主宰。

## 人物
東京都生まれ。私立開成中学校・高等学校を卒業し、現役で東京大学入学。
1966年、同大経済学部卒業。卒業と同時に埼玉県公立中学校の社会科の教師となる。
2000年に教育改革国民会議委員もつとめた。
1966年〜川越市立（高階、霞ヶ関、川越第一、鯨井、名細、城南、初雁）中学校の教諭や筑波大学、武蔵野大学非常勤講師を務め、2004年に川越市立初雁中学校教諭を最後に定年退職。
2006年4月から日本教育大学院大学（東京都千代田区）教授。
2012年10月より埼玉県鶴ヶ島市教育委員会教育長。
1980年代の後半頃から著作の出版活動を始め、ワイドショーなどのマスメディアに多数出演。
教師となった当初は生徒に寄り添った教育を行う考えを持ち、長髪にしてジーンズを着用するなどしていた他、「校則で生徒を縛るな」とも学校に訴えていたが、そうした教育の実践に挫折したことで、転勤を機に管理教育・統制主義・身分制度・性悪説に依拠する考えに転換し、後年の「プロ教師の会」設立などの一連の活動につながることになる。

## 著書
- 『プロ教師の道 豊かな「管理教育」をつくるために』JICC出版局, 1991.10 洋泉社, 1996
- 『プロ教師の覚悟 瀕死の学校を再生するために』宝島社, 1994.2 洋泉社, 1996
- 『プロ教師の生き方　学校バッシングに負けない極意と指針』（洋泉社、1996年）
- 『プロ教師の仕事術　学校という戦場を生き抜く技術と知恵』（洋泉社、1997年）
- 『学校崩壊』（草思社、1999年）
- 『普通の子どもたちの崩壊―現役公立中学教師一年間の記録』（文藝春秋、1999年）のち文庫
- 『教育改革国民会議で何が論じられたか』（草思社、2000年）
- 『学校崩壊―現場からの報告』（草思社、2001年）

### 共著
- 『教育大混乱』（洋泉社新書、プロ教師の会メンバーとの共著　2007年）
- 『教員免許更新講習テキスト 教育現場のための理論と実践』高見茂,出口英樹共編,日本教育大学院大学監修. 昭和堂, 2009.8[2]